# Frank Luns
François Théodore Marie (Frank) Luns (Haarlem, 25 juni 1886 – Amsterdam, 29 november 1936) was een Nederlands publicist, letterkundige en regisseur.

## Biografie
Luns was een telg uit het geslacht Luns en een zoon van koopman Theodorus Johannes Bernardus Luns (1847-1927) en Elisabeth Maria Johanna Frederika Christina Wilhelmina Wijs (1853-1928). Hij was een broer van kunstschilder prof. Huib Luns (1881-1942) en daarmee een oom van kunstschilder Theo Luns (1910-1973) en diplomaat Joseph Luns (1911-2002).
Luns vertaalde werk uit het Frans en was regisseur van door hem bewerkte stukken. In 1918 bewerkte hij een toneelstuk van Musset voor de Amsterdamsche Studenten-Tooneel-Vereeniging. In 1924 zat hij een commissie voor van de Katholieke kunstkring "De violier" die een rapport uitbracht over het onderwijs in de esthetica. Zijn oriëntatie lag duidelijk bij rooms-katholieke en religieuze werken, en hij was hij bekend om zijn openluchtspelen. In 1929 regisserde hij ter ere van koningin Emma het zogenaamde Regentessespel (Rege pro rege) in het Amsterdamse stadion waar hij in 1925 ook al een stuk had geregisseerd bij gelegenheid van het 650-jarig bestaan van de hoofdstad. Hij was daarnaast bibliothecaris van het Toneelmuseum en vanaf 1930 verbonden aan "De Amsterdamsche Groote Schouwburg".
Luns trouwde in 1929 met litt. dra. Pauline Helena Cornelia van Veen (1900-1947) met wie hij een dochter kreeg.

### Eigen werk
- Resultaat: tooneel-enquête op 22 maart 1913 ingesteld : betreffende de positie, die heden ten dage de dramatische kunst in ons Roomsch-Nederlandsche leven inneemt. [Z.p.], 1913.
- Roomsch Nederland en tooneel. Een beschouwing. Utrecht/'s-Hertogenbosch, 1915.
- Cederick en Machteld. Episode uit den gildentijd. Een openluchtspel in 2 afd. Amsterdam, 1916.
- Het Centraal-bureau voor algemeene aesthetica. Zijn wording en oprichting. Amsterdam, 1924.
- Anno Sancto. Amsterdamsch-Sacraments-spel. Programmaboek. Amsterdam, 1933.

### Bewerkingen of vertalingen
- Leonce de Grandmaison S.J., De Broederschap der Witte Loge, of De theosophie in Nederland. Amsterdam, 1906.
- Heinrich Fidelis Müller De kerst-oratoria. Weihnachts-Oratorium en die Heiligen Dreikönige. Korte beschrijving van XII mimische tafreelen naar de visioenen van de eerbiedwaardige Anna Catharina Emmerich bij deze oratoria ontworpen door Frank Luns. Amsterdam, 1915.
- Alfred de Musset, Meisjesdroomen... Comedie in 2 bedrijven, 9 tafereelen. Amsterdam, 1918.
- Chr. Mertz, Lumen Christi. Een missiespel in zes tafereelen. 1920².

### Rapport als commissievoorzitter
- Rapport. Het onderwijs in de algemeene aesthetica aan de inrichtingen van M.O. en H.O.. Amsterdam, 1924.

- Digitale Bibliotheek voor de Nederlandse Letteren: luns011
- International Standard Name Identifier: 0000 0003 9472 2006
- Nederlandse Thesaurus van Auteursnamen: 067666655
- Virtual International Authority File: 289299300